# Сіто Ріе
Сіто Ріе (26 серпня 1973) — японська плавчиня.
Учасниця Олімпійських Ігор 1992 року.
Призерка Чемпіонату світу з водних видів спорту 1991 року.
Переможниця Пантихоокеанського чемпіонату з плавання 1989, 1993 років.
Призерка Азійських ігор 1990 року.